# Casa de São Miguel

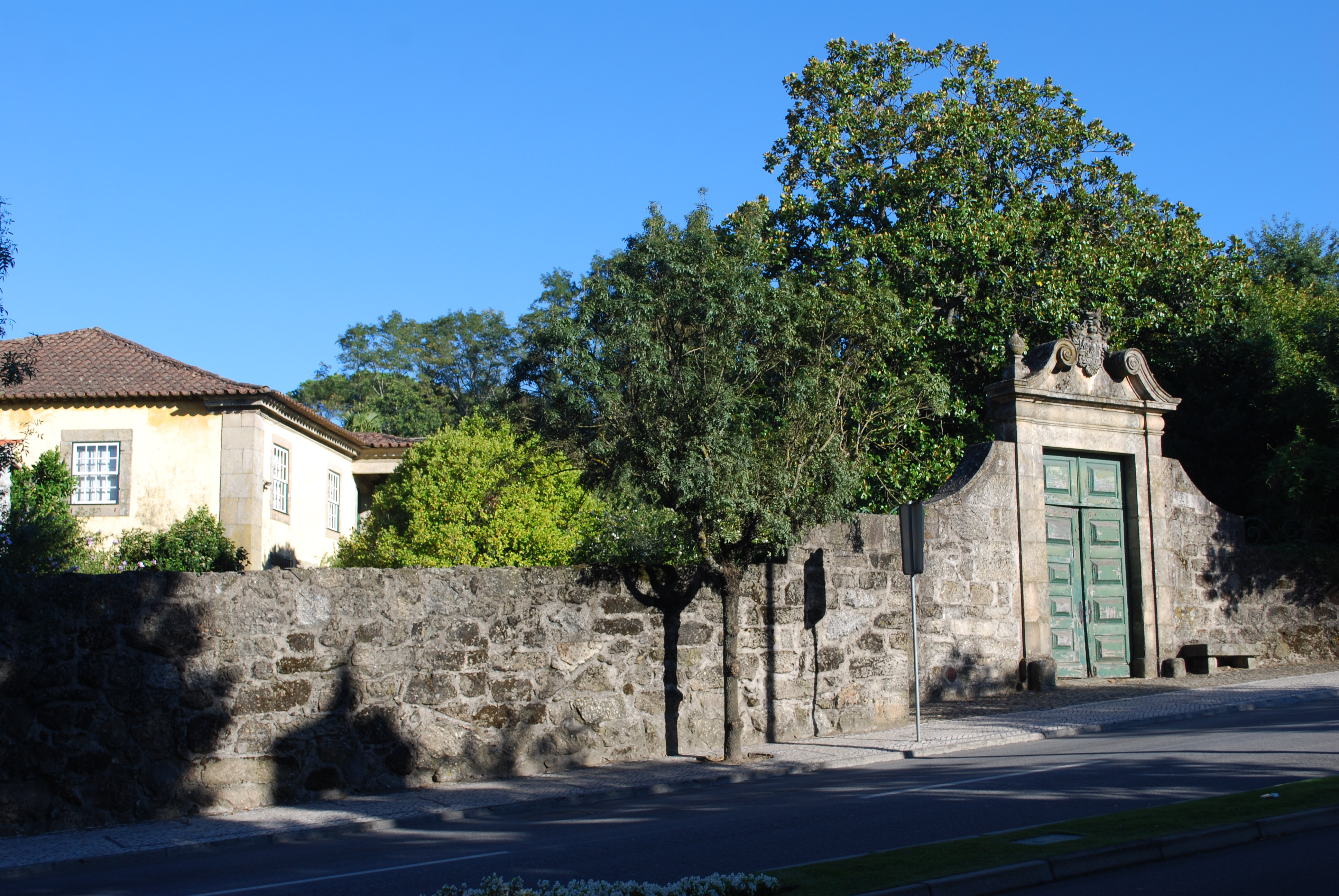

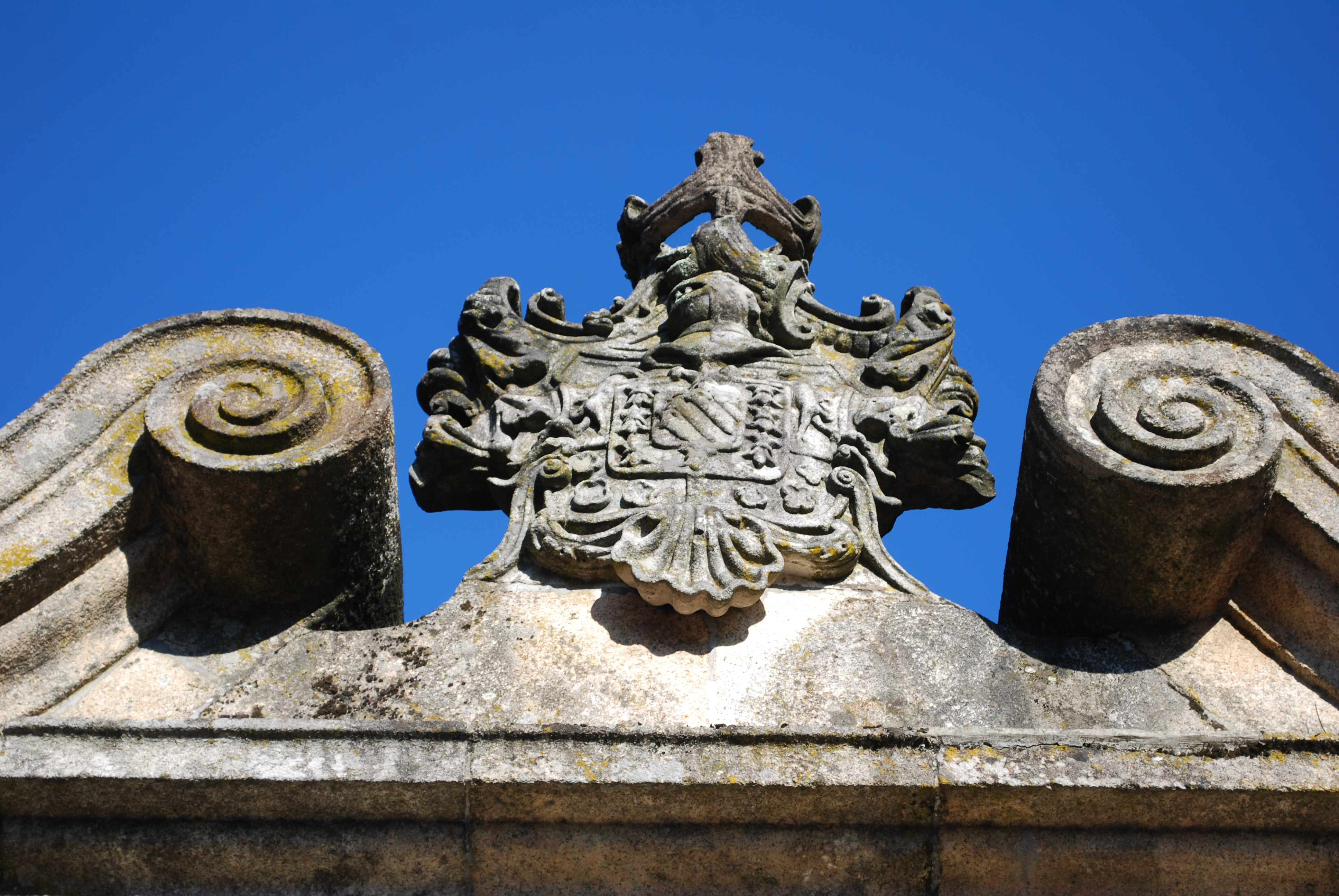
Aspecto geral do portão da Casa de S. Miguel e pormenor da pedra de armas, de Cardoso e Lemos, com Mesquita sobre o todo

A Casa de São Miguel, também conhecida como Quinta de São Miguel, é um edifício histórico localizado em Viseu, Portugal.
É uma construção da primeira metade do século XVII, tendo sido classificada como Imóvel de Interesse Público em 1978. É considerada um dos mais belos exemplares da arquitectura residencial rural seiscentista que se conservam em Portugal e «uma das mais aprazíveis estâncias senhoriais de Viseu».

## História
A Casa de S. Miguel começou a ser construída em 1633 pelos frades capuchos do convento de S. Francisco de Órgens, que para aí queriam transferir a sua ordem. Pagaram por ela 300.000 réis ao pedreiro e mestre de obras David Álvares.
Por qualquer razão, venderam-na no ano seguinte a João de Mesquita Cardoso (c. 1603 – 28 de Março de 1645), cavaleiro fidalgo da Casa Real, senhor dos coutos de Rio de Asnes, da quinta e padroado da igreja de Cepões e da quinta de Travaçós de Baixo (onde viveu), etc., que concluiu as obras mas não chegou a viver nela.
A casa passou depois para sua irmã D. Maria de Mesquita Cardoso de Távora, a quem sucedeu a filha homónima, que casou a 31 de Janeiro de 1672, em Viseu, com seu primo José Cardoso do Amaral, (23 de Janeiro de 1639 - 18 de Junho de 1715), fidalgo da Casa Real, capitão-mor da Ordenança de Viseu, juiz dos órfãos, vereador do Senado da Câmara, etc.
Deste casal foi filho sucessor Manuel de Mesquita Cardoso do Amaral (10 de Maio de 1702 – 9 de Dezembro de 1785), também capitão-mor de Viseu (1779), provedor da Santa Casa da Misericórdia (1759), 1.º vereador do Senado da Câmara e juiz pela Ordenação em 1734, 1739- 1740 e 1776- 1778, etc., que instituiu o morgadio de São Miguel.
Sucedeu-lhe o filho, também capitão-mor de Viseu, e depois o neto, António Cardoso de Mesquita de Melo de Lemos e Menezes de Noronha, igualmente capitão-mor (1803, tinha 23 anos de idade), que morreu pouco depois na defesa de Viseu contra a 2.ª invasão francesa. Foi este António que substituiu a anterior pedra de armas (Mesquita) do portão da casa pela actual (escudo cortado de Cardoso e Lemos, com Mesquita sobre o todo). Por sua morte sucedeu-lhe o irmão, Bento José Cardoso de Melo de Lemos e Menezes (6 de Junho de 1785 – 16 de Fevereiro de 1844), que foi o último capitão-mor de Viseu.
A Casa de S. Miguel, que actualmente pertence aos herdeiros de Álvaro Cardoso de Menezes, foi classificada como imóvel de interesse público por resolução do Conselho de Ministros de 12 de Setembro de 1978.
Nesta casa o cineasta Manuel de Oliveira filmou em 1978 algumas cenas do seu filme Amor de Perdição.

## Arquitetura
Hoje incluída no centro urbano, a casa é de planta rectangular regular, numa arquitectura maneirista residencial, em dois pisos, da tipologia de casas compridas. Insere-se em zona ajardinada para a fachada principal, tendo como envolvente terrenos de cultivo e mata de buxos seculares, ulmeiros e pinheiros, fazendo divisão com o parque do Fontelo e a EN 16 para Mangualde. A fachada principal possui uma bela escadaria com dois braços convergentes, que acede a um patamar com parapeito, que dá acesso a um lanço central conducente à entrada, levando ao alpendre que acede ao piso nobre. O alpendre apoia-se em duas colunas toscanas, protegendo a porta principal de arco abatido, enquadrada por seis janelas rectangulares. A porta abre para um átrio interior que liga a salas intercomunicantes, com cobertura de madeira. A escadaria dá para um pátio que a isola do exterior, através de um muro alto com portão nobre, com pórtico encimado por frontão armoriado, com volutas e pináculos. Os alçados são simples, sendo o principal o único que ostenta remate em friso e cornija, com janelas rectangulares regulares. O andar térreo é destinado a arrecadações, adega e arrumos. Na fachada tardoz tem uma loggia, sustentada por três colunas toscanas, e uma composição de azulejo a azul e branco, representando São Miguel, da invocação da casa.